# Бајмак
Бајмак (рус. Баймак) град је у Русији у Башкортостану.

## Становништво
| 1939.  | 1959.  | 1970.  | 1979.  | 1989.  | 2002.  | 2010.  |
| ------ | ------ | ------ | ------ | ------ | ------ | ------ |
| 13.900 | 11.335 | 12.467 | 13.453 | 15.976 | 17.223 | 17.710 |